# Панаев, Валериан Александрович
Валериан (Валерья́н) Алекса́ндрович Пана́ев (1824 — 1899) — русский инженер-путеец, публицист, экономист, мемуарист из рода Панаевых. Строитель Панаевского театра в Петербурге. Внук И. И. Панаева.

## Биография
Родился в семье Александра Ивановича Панаева (1788—1868) и Елены Матвеевны Лалаевой. Отец его часто упоминается в мемуарах С. Т. Аксакова как его товарищ по студенческим спектаклям в Казанском университете и составитель рукописного журнала «Аркадские пастушки». Активное участие в литературной жизни принимали также его дядя Владимир и двоюродный брат Иван Панаевы.
По окончании курса в корпусе инженеров путей сообщения был выпущен в чине поручика. Ещё будучи студентом участвовал в  изысканиях, строительстве и эксплуатации Петербург-Московской железной дороги. С 1844 года состоял (вместе с братом Ипполитом) на службе при Николаевской железной дороге — в партии по изысканию дороги, при постройке и эксплуатации дороги — начальником 6-го участка Северной дирекции. В этом районе — на Валдае — на реке Шегринка он построил себе дом, а его брат в 1887 году Кронид купил у помещика Козина усадьбу Михайловское.
В 1858 году был командирован за границу для изучения эксплуатации и организации подвижного состава железной дороги; в Лондоне встречался с Герценом и Огарёвым. В 1860 году состоял в чине начальника изысканий для линии железной дороги по Донецкому бассейну, а в 1861—1863 гг. в чине подполковника строил Грушевскую железную дорогу, затем половину Курско-Киевской. С 1866 года работал в качестве подрядчика и ответственного перед предпринимателями и правительством инженера.
В 1868 году вышел в отставку в чине действительного статского советника после тридцатилетней инженерной деятельности. Через 6 лет приобрёл участок на Адмиралтейской набережной, где стал возводить пятиэтажный доходный дом с театральным залом. На этом предприятии Панаев разорился и не смог закончить строительства; тем не менее театр стал именоваться Панаевским.
До 1893 г. продолжал публиковать статьи по актуальным вопросам общественной жизни. Состоял членом Вольно-экономического, географического и технического ученых обществ. Часто бывал в литературных салонах 1840-х и 1850-х гг.; ему посвящено одно из стихотворений Огарёва.

## Сочинения
В. А. Панаев написал и опубликовал (главным образом во Франции и Бельгии) несколько брошюр по экономическим вопросам железнодорожной политики и близким вопросам на русском и французском языках («Восточный вопрос», 1877; «Финансовые и экономические вопросы», 1878), а также десяток работ научного характера.
Переписывался с Тургеневым и Некрасовым. В 1858 г. Герцен опубликовал в «Колоколе» его проект освобождения крестьян. В 1877 г. под псевдонимом В. Патфиндер издал в Париже «Проект политической реформы в России».
Обширные воспоминания Панаева о своей карьере, литературных знакомствах и семье печатались в «Русской старине» с 1893 по 1906 гг.

## Дети
Жена — Софья Михайловна Мельгунова (1830—1912). Дети:
- Елена (14.10.1852—1919); в 1874 году вышла замуж за овдовевшего генерала Павла Павловича Дягилева и воспитывала его сына от первого брака Сергея. Оставила ценные мемуары о семье Дягилевых.
- Александра (1853—1942) — певица, первая исполнительница партии Татьяны в концертном исполнении оперы «Евгений Онегин». П. И. Чайковский называл её «Панашей» и посвятил ей несколько романсов.[7] Умерла в блокадном Ленинграде.

- Валентина (1855—1875) умерла после родов[8][9] менее чем через полтора года после свадьбы с поручиком Кавалергардского полка графом Иваном Карловичем Шуленбургом (1850—1891), другом П. П. Дягилева. Её сын Сергей Шуленбург (1875—1937), будущий инженер-конструктор первого русского троллейбуса, воспитывался бабушкой Софьей Михайловной.